# Leo Hallerstam
Leo Hallerstam, född 26 juli 1986 i Stockholm, är en svensk skådespelare, röstskådespelare. Han är son till skådespelaren Staffan Hallerstam.

## Karriär
Leo Hallerstam började sin skådespelarkarriär 1995. Han har dubbat mycket tecknad film, medverkat i flera radioteaterföreställningar, TV-serier, reklamfilmer och även i ett antal långfilmer. År 2002 spelade han den autistiske pojken Jack i Beck – Pojken i glaskulan, för att sedan ta sig an rollen som Jens i Tova Magnussons film Fröken Sverige år 2004, där han bland annat spelade mot Alexandra Dahlström.
Leo Hallerstam gör bland annat de svenska rösterna till tvillingarna Fred och George Weasley i Harry Potter-filmerna. Han medverkar också i TV-serierna Snobben (som rösten till Karl) och Hey Arnold! (tre säsonger) (som rösten till Arnold). Han är även rösten bakom karaktären Woodii i datorspelet Den svarta diamanten.